# 鑰匙兒童 (電影)
《鑰匙兒童》（英語：Latchkey Kids）是一部未上映的美國黑色幽默電影，由約翰·J·布迪翁（John J. Budion）執導，由艾希·費雪和艾倫·金主演。

## 演員
- 艾希·費雪
- 艾倫·金

## 製作
電影於2021年6月開始製作。

## 外部連結
- 互联网电影数据库（IMDb）上《鑰匙兒童》的资料（英文）